# Sergei Eduardowitsch Frisch
Sergei Eduardowitsch Frisch (russisch Сергей Эдуардович Фриш; * 19. Junijul. / 1. Juli 1899greg. in St. Petersburg; † 19. November 1977 in Siwerski bei Leningrad) war ein russischer Physiker und Hochschullehrer.

## Leben
Frisch schloss das 13. Petrograder Gymnasium 1917 als bester mit einer Goldmedaille ab. Darauf studierte er an der Universität Petrograd Physik. 1919 wurde er als einer der zwölf besten Studenten (darunter W. A. Fock, J. F. Gross, A. N. Terenin, L. W. Schubnikow) von D. S. Roschdestwenski und K. K. Baumgart in das gerade gegründete Optik-Institut (GOI) in Petrograd als Werkstatt-Laborant aufgenommen. Nach dem Abschluss seines Studiums mit höchster Auszeichnung 1921 blieb Frisch an der Universität Petrograd und im GOI. 1923 übernahm er die Leitung des Physik-Seminars im Elektrotechnischen Institut.
1932 organisierte Frisch an der nun Universität Leningrad (LGU) den neuen Lehrstuhl für Optik und wurde dessen Leiter (bis 1972). 1935 wurde er aufgrund seiner Arbeiten zur Spektroskopie und Gasentladung ohne Verteidigung einer Dissertation zum Doktor der physikalisch-mathematischen Wissenschaften promoviert. Mit seinen Arbeiten lieferte er wichtige Beiträge zur Optik. Er untersuchte den Paschen-Back-Effekt, die Feinstruktur und Hyperfeinstruktur der Spektrallinien von Na, K, Ag, Cu, Ba, Ca und anderen Elementen, die magnetischen Momente von Atomkernen, und er gründete eine Schule für Plasma-Optik.
Frisch war Dekan der Physik-Fakultät der Universität Leningrad (1937–1947) und Direktor des Forschungsinstituts für Physik der Universität (1938–1941 und 1947–1957) und Hauptherausgeber der von ihm 1956 gegründeten Zeitschrift Optik und Spektroskopie. Mit anderen organisierte er die Kommission für Spektroskopie, die dann in die Akademie der Wissenschaften der UdSSR (AN-SSSR) eingegliedert wurde, und er war Mitglied der Kommission für Spektroskopie der UNESCO. Er unterstützte die Gründung des Instituts für Spektroskopie der AN-SSSR und wurde Mitglied ihres Wissenschaftlichen Rates.
Frisch war verheiratet mit Alexandra Wassiljewna geb. Timorewa (1902–1995), mit der zusammen er den weit bekannten dreibändigen Kurs der allgemeinen Physik verfasste. Seine Tochter Marianna (* 1933) wurde Kandidatin der physikalisch-mathematischen Wissenschaften und Dozentin am Physik-Lehrstuhl 1 der LGU, deren Söhne ebenfalls Physik studierten und Kandidaten der physikalisch-mathematischen Wissenschaften wurden. Frisch starb in der Familiendatsche in Siwerski.
Die D. S. Roschdestwenski-Gesellschaft für Optik zeichnet seit 2000 jährlich Mitglieder für hervorragende Leistungen in Forschung und Lehre mit der S. E. Frisch-Medaille aus.

## Ehrungen
- Leninorden (1953)
- Verdienter Wissenschaftler der RSFSR (1959)
- Orden des Roten Banners der Arbeit (1969, 1975)
- XXXI. D. I. Mendelejew-Vorlesung (1975) an der Universität Leningrad
- D. S. Roschdestwenski-Preis (1980)